# Rob Camies
Rob Camies (Emmen, 17 november 1974) is een Nederlands filmproducent en scenarioschrijver.

## Biografie
Camies is bekend als scenarioschrijver en producent van de Nederlandse oorlogsfilm Grenzeloos Verraad (2023). Zijn productiemaatschappij richt zich met name op het produceren van films in de noordelijke drie provincies van Nederland: Groningen, Friesland en Drenthe. Zijn eerstvolgende film is 23 brieven van Van Gogh (2024), over de tijd die Vincent van Gogh doorbracht in Drenthe in 1883.
In 2025 werd hij door een aantal (voormalige) crewleden beschuldigd van gebroken beloften, manipulatie en intimidatie. Camies weersprak de beschuldigingen en noemde het "volstrekte onzin".

## Filmografie
- 2005 Psalm 13
- 2017 Z.O.D.
- 2023 Grenzeloos verraad